# И
И (gemen: и) är en bokstav i det kyrilliska alfabetet. Den uttalas normalt som i, men uttalas som y i det ukrainska språket. Med skrivstil och kursiv tryckstil har bokstaven utseendet и, liknande ett latinskt u (speciellt gemenen).
Vid transkribering av ryska skriver man i i svensk text och [i] i IPA. Vid translitteration till latinska bokstäver enligt ISO 9 motsvaras bokstaven också av i.
Bokstaven И har en framträdande plats i Wikipedias logotyp.
| Unicode | Liten bokstav |                                        | Unicode | Stor bokstav |                                          | Används bl.a. i följande språk                 |
| ------- | ------------- | -------------------------------------- | ------- | ------------ | ---------------------------------------- | ---------------------------------------------- |
| U+0438  | и             | CYRILLIC SMALL LETTER I                | U+0418  | И            | CYRILLIC CAPITAL LETTER I                | de flesta där kyrilliskt alfabet används       |
| U+045D  | ѝ             | CYRILLIC SMALL LETTER I WITH GRAVE     | U+040D  | Ѝ            | CYRILLIC CAPITAL LETTER I WITH GRAVE     | Bulgariska, Makedonska, Serbiska, Kyrkslaviska |
| U+0435  | й             | CYRILLIC SMALL LETTER SHORT I          | U+0419  | Й            | CYRILLIC CAPITAL LETTER SHORT I          | många där kyrilliskt alfabet används           |
| U+048B  | ҋ             | CYRILLIC SMALL LETTER SHORT I TAIL     | U+048A  | Ҋ            | CYRILLIC CAPITAL LETTER SHORT I TAIL     | Kildinsamiska                                  |
| U+04E3  | ӣ             | CYRILLIC SMALL LETTER I WITH MACRON    | U+04E2  | Ӣ            | CYRILLIC CAPITAL LETTER I WITH MACRON    | Tadzjikiska                                    |
| U+04E5  | ӥ             | CYRILLIC SMALL LETTER I WITH DIAERESIS | U+04E4  | Ӥ            | CYRILLIC CAPITAL LETTER I WITH DIAERESIS | Udmurtiska                                     |

## Teckenkoder i datorsammanhang
| Teckenkoder        | Versal: И                 | Gemen: и                |
| ------------------ | ------------------------- | ----------------------- |
| Namn (Unicode)     | CYRILLIC CAPITAL LETTER I | CYRILLIC SMALL LETTER I |
| Kodpunkt (Unicode) | U+0418                    | U+0438                  |
| HTML               | &#1048;                   | &#1080;                 |